# Coen van Bunge
Coen van Bunge (Leidschendam, 3 juni 1981) is een Nederlands internationaal hockeyscheidsrechter. Hij is sinds 2003 actief in de Nederlandse Hoofdklasse en is ook regelmatig actief op internationale toernooien.

## Jeugd en opleiding
Coen van Bunge werd geboren op 3 juni in Leidschendam en is opgegroeid in Voorburg.

### Opleiding en studie
Hij volbracht zijn mavo-opleiding op het Sint-Maartenscollege in Voorburg. Na zijn mavo volbracht hij de mbo-opleiding toerisme aan MRTO in Leiden met daaropvolgend een hbo-bachelor Toerisme aan HBO Nederland in Rotterdam.

### Hockey
Van Bunge begon als speler bij V.M.H.C. Cartouche. Hij was daar keeper en speelde o.a. in de JD1, JC1 en JB1. Op zijn 18 besloot Van Bunge het spelen/keepen achter zich te laten op zich volledig te focussen op het fluiten.

## Scheidsrechter

### Nationaal
Op jonge leeftijd begon Van Bunge met fluiten. Hij werd door o.a. Jan Kors opgeleid en op zijn zestiende werd hij bondsscheidsrechter in district Zuid-Holland. Na een aantal jaren fluiten in verschillende klassen trad Van Bunge op zijn 22e toe tot de arbitrage van de Hoofdklasse en is daar nog steeds actief.

### Internationaal
Van Bunge heeft relatief veel internationale ervaring. Hij heeft meer dan 120 interlands als scheidsrechter en nog eens meer dan 75 interlands als videoscheidsrechter op zijn naam staan. Op 4 november behaalde hij als vierde mannelijke Nederlandse scheidsrechter ooit de mijlpaal van honderd internationale wedstrijden tijdens de FIH ProLeague wedstrijd tussen België en Nederland in Brussel.
Enkele grote toernooien waar hij tot de arbitrage behoort/behoorde:
- Champions Trophy mannen 2014, Bhubaneswar (finale)
- Champions Trophy mannen 2016, Londen (finale)
- Champions Trophy mannen 2018, Breda
- Europese kampioenschappen van:
  1. 2015, Londen
  2. 2019, Antwerpen
  3. 2021, Amsterdam
  4. 2023, Mönchengladbach
- Wereldkampioenschappen van: 2023 (Bhubaneswar en Rourkela)
- Hockey Pro League 2019 (mannen)
- Olympische Spelen van:
  1. 2016, Rio de Janeiro
  2. 2020 (verplaatst naar 2021 wegens de coronapandemie), Tokio (finale)

Ook is Van Bunge de eerste Nederlandse scheidsrechter die de finale van de Euro Hockey League en de Hockey Pro League heeft gefloten.

## Onderscheidingen
- FIH Golden Whistle, 2020[4]
- De KNHB heeft in 2021 de Erepenning uitgereikt aan Coen van Bunge.[5]
- In 2021 hebben de Batavieren de Eisenhower Trofee uitgereikt aan Coen van Bunge.
- In 2022 is Van Bunge uitverkozen tot Sporter van het jaar in de gemeente Leidschendam-Voorburg.[6]

- In 2022 is Van Bunge verkozen tot FIH Umpire of the Year.[7]

## Werkzaamheden voor de KNHB en de FIH
Sinds juni 2017 is Van Bunge lid van de spelregelcommissie van de KNHB, waarvan hij de eerste periode (t/m februari 2019) ook voorzitter was. Verder is hij buiten scheidsrechter ook werkzaam binnen de KNHB als "Senior Medewerker Expertisecentrum Arbitrage", waar hij verantwoordelijk is voor de arbitrageopleidingen.
Voor de Fédération Internationale de Hockey (FIH) is hij naast scheidsrechter ook opleider van andere (buitenlandse) topscheidsrechters.